# ベレッタ ARX160
ベレッタ ARX160は、ピエトロ・ベレッタ社が製造したモジュラー式のアサルトライフルである。イタリア軍の「将来歩兵」（Soldato Futuro）計画の一環として開発されたARX160は、商業用兵器システムとして「将来歩兵」計画群から独立し、2008年に公表された。低初速の40mm NATO弾を使用する単発式グレネードランチャーを付属させると完全装備状態となり、このランチャーはGLX160と呼ばれている。これは小銃に直接懸吊できる他、別に設けられたストック・グリップ機構を付けると、独立した兵器としても使用できる。

## 設計
ARX160は、以前に採用されたベレッタAR70/90ウェポンシステムから、いくつかの点において脱却している。作動方式はショートストロークピストン式を採用している。コッキングハンドルはボルトキャリアと一体化しており、エジェクションポートを通して振りだし式に引き出すことで左右どちらからも操作が可能となっている。また、不使用時や分解時には振りだしたコッキングハンドルが邪魔になるため銃内部に押し込む必要がある。外装にはポリマーが多用されているが標準のSTANAG マガジンは金属製である。開発時よりピカティニー・レールが取り入れられており、折り畳み式ストックは長さの調節が可能である。
軽量な銃身の内面にはクロムメッキが施され、ロンバルディア州ガルドーネ・ヴァル・トロンピアにあるベレッタ工場でハンマー鍛鋼工程により製造された。標準的な銃身長は410 mm（16インチ）、特別な使用者のためには300 mm（12インチ）とされた。16インチの重銃身に競技グレードの施条を切ったものは狙撃手用とされ、また、510 mm（20インチ）の銃身が試験された。フラッシュハイダーには5個の放射状の切れ込みが設けられ、4個のより小さな切れ込みは連射時の銃口の跳ね上がりを制御する。NATOの普通弾および曳光弾を発射するため、銃身には1対7の率（弾丸が7インチ進むと一回転する）で螺旋が切られている。銃身はフリーフロート（根元だけで支えられた片持ち式）ではないが、スライドレバーを引くことで容易に銃身を抜き出すことが可能となっている。銃身交換を行った後で再ゼロイン調整を行わなくても、照準の結果は着弾点にほぼ変わりがない。バヨネットラグは銃身の下方に配置されているが、グレネードランチャーを装着する場合は上方に変更できる。
ARX160の作動機構はユニークであり、他の小銃の作動機構ではピストンが1インチ（25.4 mm）の何分の1かを動く程度であるが、ARX160では約2インチ（50.8 mm）動く。ピストンはボルトキャリアーの後退行程のほぼ全てを作動しており、結果として燃焼ガスが低いレベルの圧力となり、急激さが弱められ、ボルトキャリアーグループがより一定して運ばれる。ボルトキャリアーおよびオペレーティングロッドが銃身から遊離しているのは、銃身が非常に容易に取り外せるという理由からである。
ブルパップ式ではないアサルトライフルとしては珍しく排莢方向の変更が可能となっている。ボルトにはエキストラクターが左右1つずつ設けられているが、ボルトはエジェクターの機能を持たない。レシーバー後方には小さな穴が左右1つずつ設けられており、そのどちらかに弾丸の先端を押し込むことで薬莢が排出される方向が決定される。この構造のためにエキストラクターの作動にはロアレシーバー後部の部品が関わっており、その部品の作用を受けるためエキストラクターはボルトより後方に長くなっている。エジェクションポートは銃の両側面に開かれており、使用済み薬莢は射手から見て斜め前方、銃身から45度の角度へ向かって排出される。
予備のアイアンサイトは標準装備され、銃の機関部と同様ポリマー製である。フロントサイトは上下左右を調整可能で、リアサイトは100 m、200 m、300 m、400 m、600 mと距離に応じて5段階の調節が可能となっている。主に使用される光学サイトはスウェーデンの企業であるエイムポイント AB}製のACIES（先進個人装備システム）で、エイムポイント CompM2の専用バージョンである。夜間暗視装置、赤外線照準器、また、他の形式の付属品は将来歩兵計画によって装着可能とされている。
銃身、ボルト、下部機関部および弾倉を交換することにより、異なる口径のバージョンが計画された。現代の西側先進国でポピュラーな5.56mm NATO弾に加え、旧ソ連のAK-47アサルトライフルで用いられる弾薬として知られる減装薬弾の7.62x39mm弾、大口径弾と小口径弾の中間的な特徴を持ち両者の代替・統合を目指した新型の6.8×43mm SPCの構成が検討された。東側陣営版の小口径高速弾とも言える5.45x39mm弾も同様である。5.56mm NATO弾仕様ではSTANAG弾倉、7.62x39mm弾仕様ではAK-47・AKM用の弾倉をそれぞれ使用できる。試作のヘビーバージョンではバトルライフルとして、いわゆるフルサイズ小銃弾である7.62x51mm NATO弾を装填した。弾倉の固定は左右から操作できる押しボタン、そして弾倉の後ろに位置するレバーを使い分けることができる。

## 派生型

### ARX100
民生市場向け、特にアメリカ合衆国を意識して設計されたセミオートマチックの派生型で、ARX100と分類された。ARX160の操法上の特徴を残すが、安全装置を発射位置に置くには90度回転させる点が例外である。

### ARX200
ベレッタARX200は、ARX160モジュラー式アサルトライフルからの派生品であり、2015年後半にイタリア軍に導入された。軍事および法執行機関用途のみが入手可能である。7.62×51mm NATO弾薬が使用され、回転ボルトを備えたガスピストンシステムを介して作動する。
ARX200は、アフガニスタンでの戦闘経験に基づき、イタリア軍歩兵武装における5.56×45mm NATO弾のアサルトライフルと大口径ボルトアクション式狙撃ライフルの間のギャップを埋めることを狙って企画された。イタリア軍は試用と評価のために400丁のARX200を注文し、ARX200の最初のバッチは2015年末までに納入される予定で計画が進められた。イタリア軍はまた、歩兵小隊にバトルライフルを導入する方法についてもテストしている。2〜3丁のマークスマンライフルとバトルライフルとが分隊レベルで配備されることが計画されている。
イタリア陸軍は、ARX200の2つの構成を導入する予定である。全自動および半自動の射撃が可能な折りたたみ式の伸縮式銃床を備えたバトルライフルと、半自動の射撃のみが可能な固定銃床を備えたマークスマンライフル（DMR）の2種類である。バトルライフルの構成では、40×46mm NATOグレネード弾が使用されるベレッタGLX160グレネードランチャーの取付インターフェースと、調整可能なチークレスト、ショックアブソーバー付銃床バックプレート、4つの固定スリングアタッチメントを備えた折りたたみ式伸縮式銃床が装備される。一方、マークスマンライフル（DMR）の構成には、Steiner Optics（Beretta Defense Technologiesの子会社）が開発したコンピューター化されたIntelligent Combat Sight（ICS）が装備され、ICSではレーザー距離計、傾斜計、弾道計算機がコンパクトな6×40光学照準器に統合されている。
ARX200はバトルライフルの構成では、通常モード、緊急モード、および抑制された発砲モードの3つのガス設定を備えており、毎分約600〜650（RPM）の発射速度を持っている。ボルトキャッチレバー、マガジンリリースボタン、発射セレクターなど、完全に両手利き用に設定できる。ARX160とは異なり、空薬莢が排出される側を変更するようには設計されていないが、コッキングハンドルは上部レシーバーの右側から左側に切り替えることが可能である。バレルロックボルトは弾倉の前にある。フリーフローティング構造の冷間鍛造された銃身が装備される。銃身はクイックチェンジ可能であり、1本のレンチで1分で取外しおよび交換可能である。
重量は弾倉なしの状態で4.5 kg、（光学照準器等を外した）本体のみの状態で8.6ポンド（3.9 kg）。長さは730 mm（ストックを折りたたんだ状態）、890 mm（ストックを縮めた状態）、1,000 mm（ストックを伸ばした状態）である。279 mm（11インチ）のツイストレートで競技用グレードで刻まれた右回りの4本のライフリングを備えた、406 mm（16インチ）（フラッシュハイダーを除く）ヘビーバレルが装着される。鋼鉄により補強されたポリマー製の一体型の上部レシーバーは、内部にボルトキャリア用のレールを備え、上部に長いピカティニーレールを備えている。射撃時にCクランプグリップを可能とする滑らかに成形された前部ハンドガードを備える。
ベレッタは、100メートルで5発を1.5MOAに収める精度を持っていると主張している。
ポリマー製の下部レシーバーには、新しいベレッタ20発ポリマー弾倉用のモジュール式弾倉装着口が装備される。また、M110 / SR-25用弾倉を使用するために取外し可能な特別な弾倉装着アダプターも付属している。

## 海外からの興味
アメリカ陸軍はM4カービンを代替するため、個人用カービンのコンペティションを実施し、ベレッタ ARX160はフェイズIIの競争作となっていた。競争に勝った兵器が選定を受ける前に、個人用カービンの競作計画が中止された。
2013年2月、アルゼンチン陸軍は評価のためにARX160小銃とGLX160グレネードランチャーを受け取った。これは自身の特殊部隊用である。
インド陸軍はINSAS小銃の代替としてARX160を試験していたが、2015年に入札は撤回された。また、上記のようなインドへの販売計画があったにも関わらず、敵対関係にあるパキスタンにも2016年時点でARX200が試験運用のために持ち込まれている。
2019年1月、ルーマニア軍によりARX160の採用が決定され、2019年秋よりルーマニアで現地生産が開始される予定である。

## 使用国
- アルバニア：特殊部隊[14]。
- エジプト：エジプト海軍、サンダーボルトがARX160SFを使用[15]。
- イタリア：イタリア陸軍[14]。2012年に30,000挺を発注。[要出典]。
- カザフスタン：カザフスタン共和国軍の特殊部隊が採用、7.62x39mm弾を使用[16]。
- メキシコ：連邦警察 (メキシコ)[14]（Policia Metropolitana de Guadalajara）。
- トルクメニスタン：トルクメニスタン軍[17]。1,680挺のARX160とともに150挺のGLX160を発注[18]。
- ロシア:アルファ部隊。[要出典]

## 画像

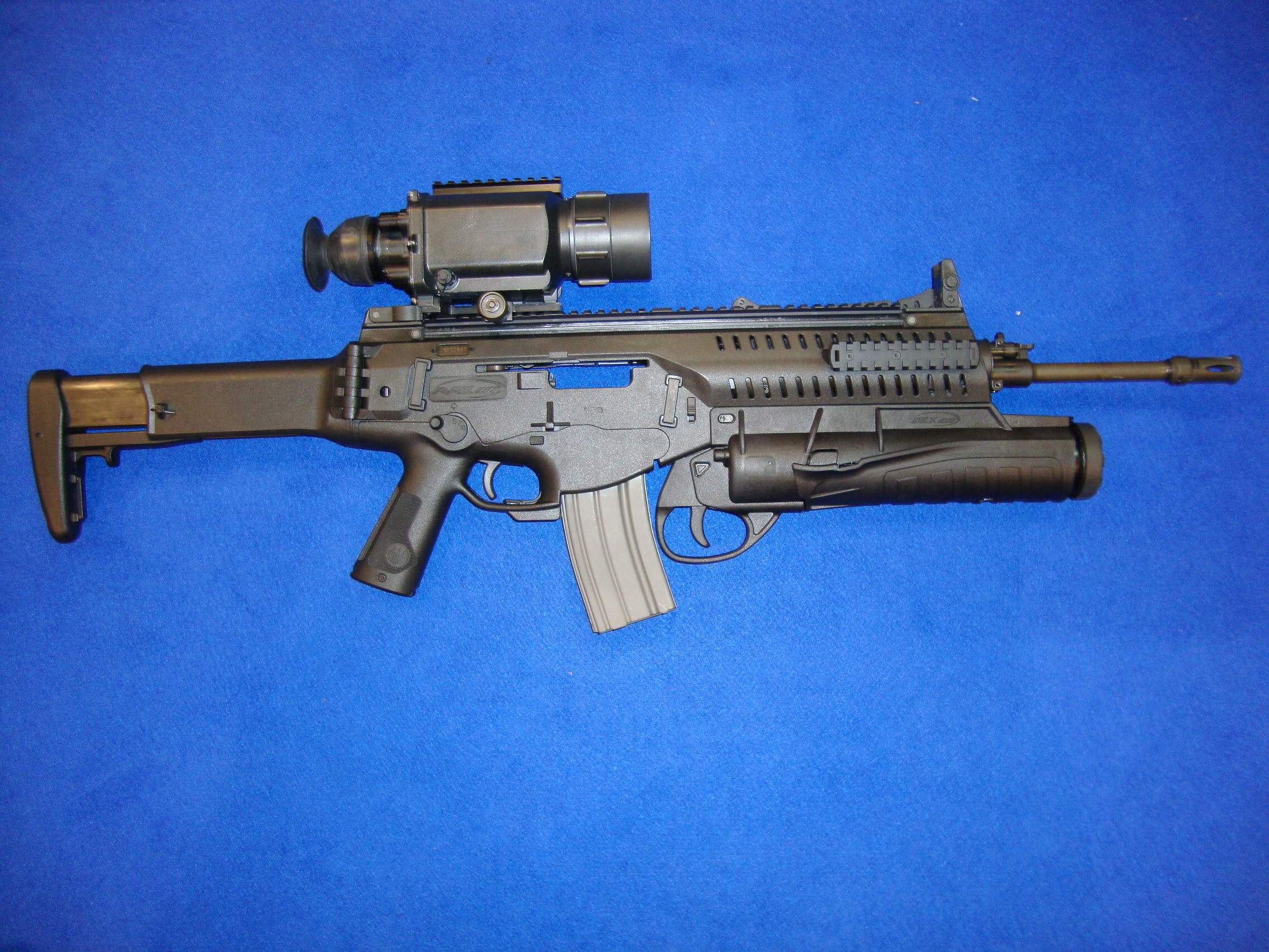
ベレッタ ARX160 アサルトライフル。装備しているのはQioptiq VIPIR赤外線照準器およびGLX160 グレネードランチャー。ストック展開状態、ボルト機構は全開に後ろへ引かれている
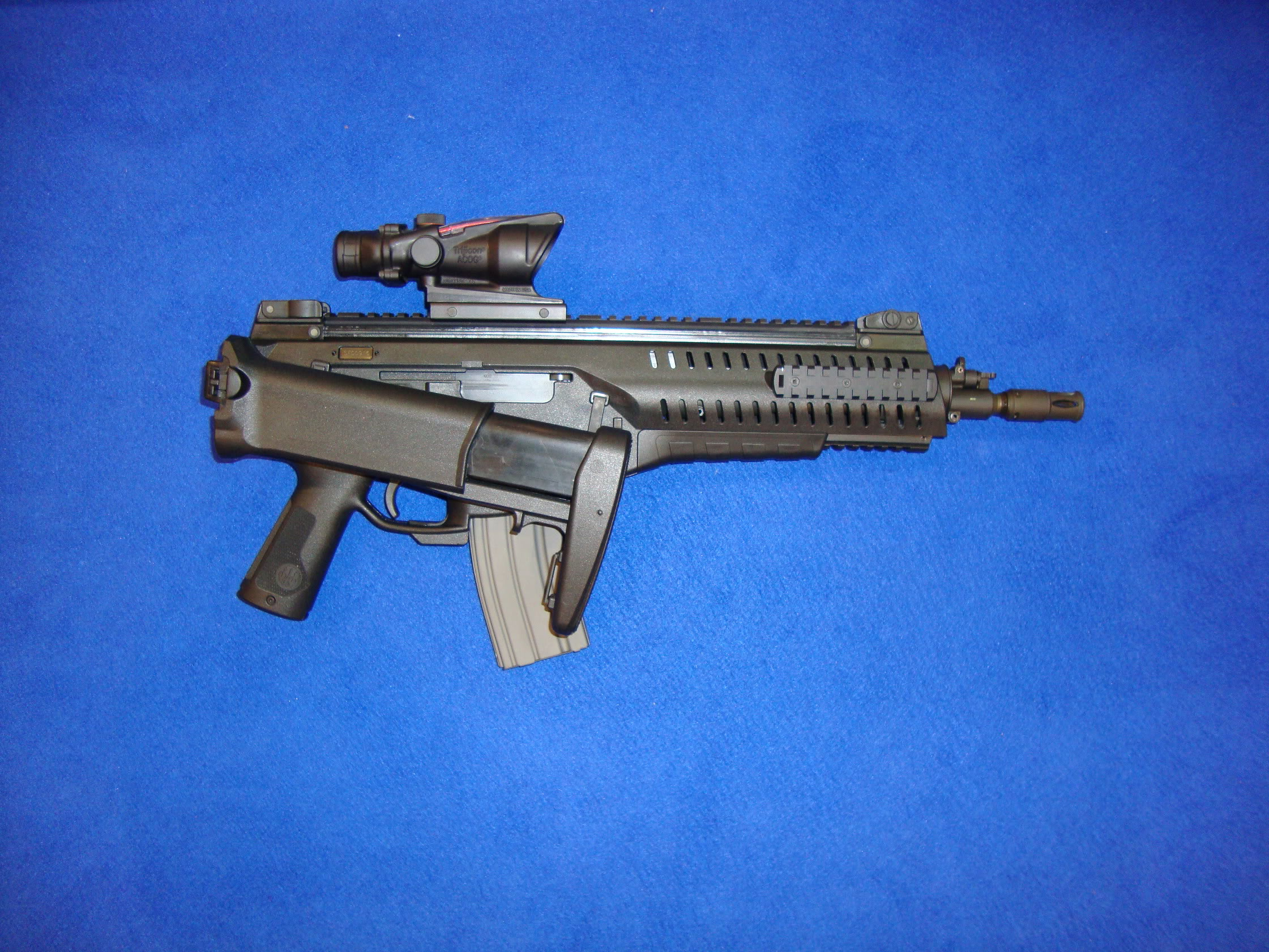
ベレッタ ARX160 アサルトライフルにACOGサイトを装備、ストックを畳んでいる。ボルト機構は行程を全て前進した位置にある
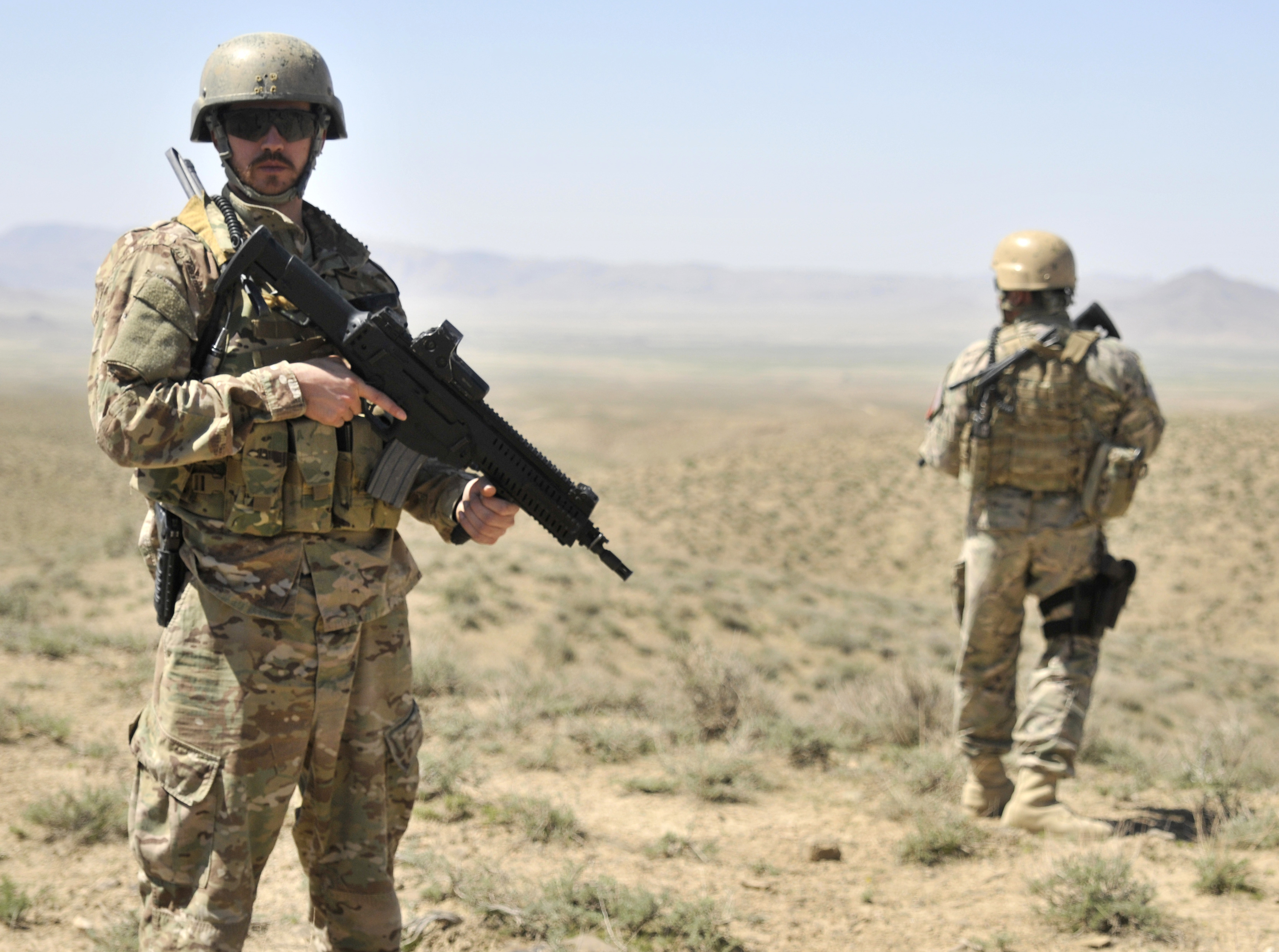
アフガニスタンのアルバニア軍特殊部隊、2013年

## 登場作品

### 映画
『ターミネーター:ニュー・フェイト』
T-800（アーノルド・シュワルツェネッガー）がGLX160を装備したものを使用。

### 漫画・アニメ
『ゲート 自衛隊 彼の地にて、斯く戦えり』
漫画版でCBPの工作員が使用する。ダットサイト、フラッシュライト、サプレッサーを装着している。
『リコリス・リコイル』
12話でリリベル隊が使用

### ゲーム
『アンチャーテッド 海賊王と最後の秘宝』
『コール オブ デューティシリーズ』
『CoD:G』
連邦軍が使用する。
『CoD:AW』
北朝鮮軍やKVAが使用する。
『バトルフィールド4』
拡張パック「Naval strike」にて「AR160」の名称で実装。
『レインボーシックス シージ』
オペレーターNomadとIanaの使用武器としてARX200 が「ARX200」の名称で登場。
『ironsight』